# Llista de reis de Sicília i Nàpols
Llista cronològica dels reis del Regne de Nàpols i del Regne de Sicília, així com del Regne de les Dues Sicílies, de la conquesta normanda a la unitat d'Itàlia:

## Període normand

### Comtes de la Pulla de ladinastia Hauteville, 1043-1059
- 1043-1046: Guillem El Braç de Ferro

Regne de Sicília, 1154.

- 1046-1051: Drago I
- 1051-1057: Umfred I
- 1057-1059: Robert Guiscard

### Comtes de Sicília de la dinastia Hauteville, 1071-1130
- 1071-1101: Roger I, germà de Robert Guiscard
- 1101-1105: Simó de Sicília, fill de l'anterior
- 1105-1130: Roger II, germà de l'anterior

el 1130 Roger II és investit rei per l'antipapa Anaclet II

## Reis de Sicília de la dinastia Hauteville, 1130-1198
- 1130-1154: Roger II
- 1154-1166: Guillem I el dolent, fill de l'anterior
- 1166-1189: Guillem II el Bo, fill de l'anterior
- 1189-1194: Tancred, fill bastard d'un fill de Roger II

associat als seus fills
- 1193-1194: Roger III
- 1194: Guillem III

- 1194-1198: Constança I de Sicília, filla de Roger II, casada amb Enric VI que, en virtut dels drets adquirits per matrimoni, reivindica el regne iniciant la dinastia Hohenstaufen.

## Reis de ladinastia Hohenstaufen, 1194-1266
- 1194-1197: Enric I, emperador Enric VI, associat a la seva esposa Constança I de Sicília
- 1198-1250: Frederic I stupor mundi, fill de l'anterior, emperador Frederic II

associat al seu fill
- 1212-1217: Enric II, fill de l'anterior, rei dels Romans amb el nom d'Enric VII

- 1250-1254: Conrad I, fill de l'anterior
- 1254-1258: Conradí de Sicília, fill de l'anterior
- 1258-1266: Manfred I, fill bastard de Frederic I

El papa Climent IV investeix el 1265 Carles I d'Anjou, germà del rei de França Lluís IX, com a rei de Sicília, usurpant el tron a la seva hereva legítima Constança de Sicília

## Reis de laDinastia d'Anjou, 1266-1282
- 1266-1282: Carles I, duc d'Anjou

el 1282, a causa de les Vespres Sicilianes passa a governar només la part peninsular del regne

### Regne de Sicília, insular

Escut d'Armes

### Regne de Sicília, peninsular - Regne de Nàpols

Escut d'Armes

## Separació dels regnes, 1282-1442
| Capital : Palerm | Capital : Nàpols |

## Regne de les Dues Sicílies, 1442-1458
- 1442-1458: Alfons I el Magnànim, comte de Barcelona i rei d'Aragó

a la seva mort, la part peninsular (el regne de Nàpols) passa al seu fill bastard Ferran, mentre que la part insular (regne de Sicília) passa al seu germà Joan II d'Aragó.

## Separació dels Regnes, 1458-1504
| - 1458-1468: Joan II, comte de Barcelona i rei d'Aragó, germà de l'anterior. - 1468-1516: Ferran II el Catòlic, comte de Barcelona i rei d'Aragó, fill de l'anterior, assumí el títol per casar-se amb Isabel la Catòlica. | - 1458-1494: Ferran I, fill bastard de l'anterior - 1494-1495: Alfons II, fill de l'anterior - 1495-1496: Ferran II, fill de l'anterior - 1496-1501: Frederic III, germà d'Alfons II deposat del tron el 1501 pel rei Lluís XII de França, el seu cosí Ferran II el Catòlic recuperarà la corona el 1504 però se la quedarà en propietat |

## Regne de les Dues Sicílies, 1504-1713

### Dinastia Trastàmara
- 1504-1516: Ferran III el Catòlic, comte de Barcelona i rei d'Aragó

Ferran II adopta una nova numerologia (III) en conquerir les dues parts del Reialme

#### Dinastia Habsburg
- 1516-1555: Joana I de Castella, filla de l'anterior
- 1516-1556: Carles IV (emperador Carles V), fill de l'anterior
- 1556-1598: Felip II d'Espanya, fill de l'anterior
- 1598-1621: Felip III d'Espanya, fill de l'anterior
- 1621-1665: Felip IV d'Espanya, fill de l'anterior
- 1665-1700: Carles II d'Espanya, fill de l'anterior

#### Dinastia Borbó
- 1700-1713: Felip V d'Espanya, besnet de Felip IV, net de Lluís XIV de França i de Maria Teresa d'Àustria, germana de Carles II d'Espanya.

la seva successió al tron d'Espanya no fou reconeguda per la resta d'Europa i s'inicià la Guerra de Successió Espanyola. Pel Tractat d'Utrecht, Felip V va renunciar al Regne de les Dues Sicílies, que se separà de nou

## Separació dels Regnes, 1713-1720
| Regne de Sicília, insular Dinastia Savoia 1713 - 1720 : Víctor Amadeu II . El 1720 bescanvià el Regne de Sicília pel Regne de Sardenya amb Carles VI d'Àustria | Regne de Nàpols, peninsular Dinastia Habsburg 1713 - 1735 : Carles III (Carles VI d'Alemanya), net de Felip IV d'Espanya i pretendent al tron espanyol |

unificació del Regne el 1720

## Regne de les Dues Sicílies, 1720-1799
- 1720-1735: Carles III

ocupació espanyola a partir de 1735

### Dinastia Borbó-Dues Sicílies
- 1735-1759: Carles IV, fill de Felip V, rei d'Espanya amb el nom de Carles III a partir de 1759

## Separació dels Regnes, 1806-1815
| - 1759-1825: Ferran I, fill de l'anterior | - 1806-1808: Josep Bonaparte, després instaurat rei d'Espanya - 1808-1815: Joachim Murat, cunyat de l'anterior, casat amb Caroline Bonaparte. |

## Regne de Dues Sicílies, 1815-1860
- 1759-1825: Ferran I
- 1825-1830: Francesc I, fill de l'anterior
- 1830-1859: Ferran II, fill de l'anterior
- 1859-1860: Francesc II, fill de l'anterior

El 1860, el regne és conquerit per Giuseppe Garibaldi i unificat al Regne d'Itàlia